# Matthias Klemm
Matthias Klemm (* 8. Mai 1941 in Bromberg) ist ein deutscher Maler und Grafiker.

## Leben
Matthias Klemm arbeitete bis 1989 an christlichen und oft DDR-kritischen Werken. 1989 kam es zu einem persönlichen Kennenlernen mit dem Lyriker Rudolf Otto Wiemer. 1990 entstand der Zyklus Grafische Tagebuchblätter, Herbst 89. Klemm ist heute als freiberuflicher Maler und Grafiker in Leipzig tätig.
Er war von 1965 bis 1990 Mitglied des Verbands Bildender Künstler der DDR.
Klemm fertigte das Matthäikirchdenkmal am Leipziger Matthäikirchhof. In den 1980er Jahren gestaltete Klemm auch Wortwolken, zum Beispiel im Sommer 1989 in einer Kirche in Wuppertal-Barmen das Kreuz als Wortwolke. Klemm nutzte damals den Namen „Wortbilder“ für seine Wortwolken.
Sein 1975 geborener Sohn Matti Klemm ist als Radio- und Synchronsprecher tätig.

## Ausstellungen (Auswahl)
- 1973 Halle (Saale), Marktkirche
- 1979 Leipzig, Thomaskirche
- 1981 West-Berlin, Evangelisches Forum
- 1988 Leipzig, Nikolaikirche (Friedensdekade)
- 1990 Göttingen, Künstlerhaus
- 1992 Bonn, parlamentarische Gesellschaft
- 2000 Leipzig, Galerie im Hörsaalgebäude
- 2009 Leipzig, Stadtgeschichtliches Museum, zur 20. Wiederkehr der friedlichen Revolution
- 2018 Leipzig, Hotel Leipziger Hof[5]
- 2022 Zwickau, Galerie am Domhof[6]

## Auszeichnungen
- 1963: Kunstpreis der Stadt Zwickau mit dem Kinderzyklus „Hans-Jürgen“ (Lithografien) zum Thema „Schaffensfreude, Lebensfreude“
- 1964: Preis im Plakatwettbewerb für die Innere Mission
- 1967: 1. Preis im Plakatwettbewerb Kirchentag Dresden-Meißen
- 1974: 1. und 3. Preis im Plakatwettbewerb Kirchentag Dresden
- 2012: Ehrenmedaille der Stadt Leipzig